# Raymond van Barneveld
Raymond van Barneveld (Hága, 1967. április 20. –) ötszörös világbajnok holland dartsjátékos. 1987-től 2006-ig a British Darts Organisation, majd 2006-tól 2019-ig és 2021-től a Professional Darts Corporation tagja. Azon kevés játékosok egyike, akik mind a két szervezetnél világbajnoki címet tudtak szerezni; Öt világbajnoki címe közül négyet a BDO-nál, és egyet a PDC-nél nyert. Beceneve "Barney". Eredetileg balkezes, de a dartsozáshoz mégis a másik kezét használja.

## Pályafutása

### Kezdetek
Barneveld 17 éves korában kezdett el dartsversenyekre járni és első évében rögtön meg is nyerte a Rotterdami nyílt dartsbajnokságot. Ettől kezdve honfitársai nagy tehetségként tartották számon. A következő évtől kezdve már nemzetközi versenyeken is indult, és 1987-ben a belga dartsbajnokságon második helyen végzett. 1988-ban a holland dartsbajnokságon az elődöntőig jutott, majd két évvel később a WDF Európa-kupán a negyeddöntőig jutott, ahol későbbi riválisa Phil Taylor ejtette ki.

### BDO
Első világbajnokságán (1991) nem jutott el túl sokáig, mivel már az első körben búcsúzni kényszerült egy sima 3–0-s vereséggel.
A következő év viszont még nagyobb csalódás lehetett számára, mivel már a világbajnokságra sem sikerült kvalifikálnia magát.
1993-ban az (utolsó alkalommal a "sztárok" PDC-be való távozása előtt), Barneveldnek sikerült felhívnia magára a figyelmet egy 170-es kiszállóval John Lowe ellen, de végül a mérkőzést elveszítette 3–2-re és kiesett.
1994-ben a nagyok távozása után esélye nyílt volna többek között neki is, hogy egy jobb eredményt érjen el a világbajnokságon. Ennek ellenére nagy csalódást okozva még a vb-re sem sikerült kijutnia, így újra elmaradt a várva várt áttörés számára.
Az 1995-ös BDO világbajnokságon viszont remekelt és karrierje során először sikerült bejutnia a vb döntőbe, ahol 6–3-ra alulmaradt a walesi Richie Burnett ellen.
A következő két évben, mindkétszer csak a második körig sikerült eljutnia, így megközelíteni sem tudta a korábbi világbajnoki menetelését.
1998-ban viszont sikerült bejutnia a vb döntőbe, ahol újra a 3 évvel ezelőtti döntő ismétlődhetett meg. Ezúttal viszont Barneveldnek sikerült győznie. Ellenfelét egy szoros mérkőzésen 6–5-re győzte le és szerezte meg első világbajnoki címét.
Egy évvel később Barneveldnek összejött a címvédés, ami korábban csak Eric Bristownak sikerült és később is csak Martin Adams és Glen Durrant tudták ezt megismételni a BDO-nál.
2000-ben viszont óriási csalódás volt számára a vb, mivel már rögtön az első fordulóban kiesett. Hiába ő volt a legnagyobb esélyese a világbajnokságnak, ezzel a vereséggel elúszott az esélye annak, hogy harmadszor is világbajnok legyen sorozatban.
2001-ben és 2002-ben is a negyeddöntőig jutott, majd 2003-ban sikerült megszereznie harmadik vb címét a walesi Ritchie Davies ellen.
2004-ben a későbbi győztes Andy Fordhamtől kapott ki az elődöntőben egy emlékezetes mérkőzésen. Ezen a meccsen Barneveld 3–0-ra majd 4–2-re is vezetett már, de Fordham fordítani tudott és végül 5–4-re legyőzte Barneveldet.
Barneveld utolsó BDO világbajnoki címét 2005-ben szerezte meg, ahol a döntőben az angol Martin Adamset verte 6–2-re.
2006-ban már a hatodik vb döntőjét játszhatta a BDO-nál, de ebben az évben alulmaradt honfitársával Jelle Klaasennel szemben, aki a második holland vb győztes lett a BDO-nál Barneveld után.
2006. februárjában Barneveld négy világbajnoki cím és számos tornagyőzelem után búcsúzott a BDO-tól, és átszerződött a PDC-hez.

### PDC
Miután van Barneveld átjött a PDC-hez, első tornája amin elindult a Premier League volt. Első éve a PDC-nél nagyon jól sikerült, mivel a világranglistán a nulláról indult és egy év múlva már a második helyén találta magát.
Első PDC világbajnoksága nem is sikerülhetett volna jobban, mivel a döntőbe tudott jutni. A döntőben Phil Taylort egy nagyon hosszú és szoros mérkőzésen (a végén a döntő leget megnyerve) győzte le és rögtön első világbajnokságán győzni tudott. A döntőben 21 db 180-ast dobott, ami nagyon sokáig rekord volt, és ezt a teljesítményt csak 2016. december 30-án tudta megdönteni az angol Dave Chisnall.
2006-ban sikerült megnyernie a UK Open tornát, amelyen a következő évben sem talált legyőzőre.
2008-ban már nem sikerült ilyen jól Barneveld világbajnoksága. A harmadik körben a 2004-es döntős Kevin Painter ellen esett ki.
A következő évben ő lett az első játékos a PDC világbajnokságok történetében, akinek sikerült egy kilencnyilas leget dobnia.  Ebben az évben újra sikerült bejutnia a vb döntőbe, ahol ezúttal is Phil Taylorral találkozott. Ezúttal viszont Taylor nagyon nagy formában játszott, és  hiába produkáltak mindketten 100 feletti átlagot, a végén Taylornak 7–1-re sikerült győznie.
A 2010-es világbajnokságon az elődöntőben 6–2-re kapott ki az ausztrál Simon Whitlock ellen. Ezután 1998 óta először a másik elődöntő vesztesével Mark Websterrel játszott a harmadik helyért, de 10–8-ra kikapott legek tekintetében. Ezen a világbajnokságon is sikerült egy kilencnyilast dobnia, és még mindig ő volt az egyedüli játékos, akinek ez sikerült a vb-k történetében.
2011-ben nem sikerült jól számára a világbajnokság, mivel a negyeddöntőben kikapott a későbbi döntős Gary Anderson ellen 5–1-re.
A következő vb-re nem éppen a legjobb formában érkezett. Ezt mutatta az is, hogy a világranglistán is visszacsúszott a nyolcadik helyre. A vb-n már az első fordulóban kiesett, ahol ellenfele az angol James Richardson nagyon simán 3–0-ra verte meg.
Ez év novemberében öt év után újra sikerült egy kiemelt PDC tornát nyernie, amely a  Grand Slam of Darts volt. A döntőben honfitársát Michael van Gerwent verte 16–14-re.
2013-ban a világbajnokságra újra sikerült visszanyernie korábbi jó formáját, de az elődöntőben egy szoros mérkőzésen 6–4-re kikapott Taylortól és ezzel búcsúzott a tornától.
2014-ben a harmadik körig jutott a vb-n, ahol Mark Webster ellen esett ki. Barneveld ebben az évben megnyerte a Premier League-t, ami máig az utolsó kiemelt PDC tornagyőzelme.
2015-ben és az ezt követő két világbajnokságon is az elődöntőig sikerült eljutnia, ahol először Taylor, majd Lewis és legutóbb van Gerwen ellen sorozatban harmadszor bukott el.

## Döntői

### BDO nagytornák: 18 döntős szereplés
| Történet                         |
| BDO Világbajnokság (4–2)         |
| Winmau World Masters (2–1)       |
| World Darts Trophy (2–0)         |
| Zuiderduin Masters (4–0)         |
| International Darts League (3–0) |

| Eredmény | Sorszám | Év   | Bajnokság                      | Ellenfél a döntőben | Pontok    |
| Döntős   | 1.      | 1995 | BDO Világbajnokság             | Richie Burnett      | 3–6 (sz)  |
| Győztes  | 1.      | 1998 | BDO Világbajnokság (1)         | Richie Burnett      | 6–5 (sz)  |
| Győztes  | 2.      | 1999 | BDO Világbajnokság (2)         | Ronnie Baxter       | 6–5 (sz)  |
| Győztes  | 3.      | 2001 | Winmau World Masters (1)       | Jarkko Komula       | 4–2 (sz)  |
| Győztes  | 4.      | 2001 | Zuiderduin Masters (2)         | Andy Fordham        | 5-1 (sz)  |
| Győztes  | 5.      | 2003 | BDO Világbajnokság (3)         | Ritchie Davies      | 6–3 (sz)  |
| Győztes  | 6.      | 2003 | International Darts League     | Mervyn King         | 8–5 (sz)  |
| Győztes  | 7.      | 2003 | World Darts Trophy             | Mervyn King         | 6–2 (sz)  |
| Döntős   | 2.      | 2003 | Winmau World Masters (1)       | Tony West           | 6–7 (sz)  |
| Győztes  | 8.      | 2003 | Zuiderduin Masters (3)         | Mervyn King         | 6–1 (sz)  |
| Győztes  | 9.      | 2004 | International Darts League (2) | Tony David          | 13–5 (sz) |
| Győztes  | 10.     | 2004 | World Darts Trophy (2)         | Martin Adams        | 6–4 (sz)  |
| Győztes  | 11.     | 2004 | Zuiderduin Masters (4)         | Ted Hankey          | 5–1 (sz)  |
| Győztes  | 12.     | 2005 | BDO Világbajnokság (4)         | Martin Adams        | 6–2 (sz)  |
| Győztes  | 13.     | 2005 | Winmau World Masters (2)       | Göran Klemme        | 7–3 (sz)  |
| Döntős   | 3.      | 2006 | BDO Világbajnokság (2)         | Jelle Klaasen       | 5–7 (sz)  |
| Győztes  | 14.     | 2006 | International Darts League (3) | Colin Lloyd         | 13–5 (sz) |

### PDC nagytornák: 15 döntős szereplés
| Történet                       |
| PDC Világbajnokság (1–1)       |
| World Matchplay (0–1)          |
| World Grand Prix (0–2)         |
| Grand Slam (1–0)               |
| Premier League (1–0)           |
| UK Open (2–0)                  |
| The Masters (0–2)              |
| Las Vegas Desert Classic (1–2) |
| US Open (0–1)                  |

| Eredmény | Sorszám | Év   | Bajnokság                    | Ellenfél a döntőben   | Pontok    |
| Győztes  | 1.      | 2006 | UK Open (1)                  | Barrie Bates          | 13–7 (l)  |
| Döntős   | 1.      | 2006 | Las Vegas Desert Classic     | John Part             | 3–6 (sz)  |
| Győztes  | 2.      | 2007 | PDC Világbajnokság (1)       | Phil Taylor           | 7–6 (sz)  |
| Döntős   | 2.      | 2007 | US Open                      | Phil Taylor           | 1–4 (sz)  |
| Győztes  | 3.      | 2007 | UK Open (2)                  | Vincent van der Voort | 16–8 (l)  |
| Győztes  | 4.      | 2007 | Las Vegas Desert Classic (1) | Terry Jenkins         | 13–6 (l)  |
| Döntős   | 3.      | 2008 | World Grand Prix             | Phil Taylor           | 2–6 (sz)  |
| Döntős   | 4.      | 2009 | PDC Világbajnokság           | Phil Taylor           | 1–7 (sz)  |
| Döntős   | 5.      | 2009 | Las Vegas Desert Classic     | Phil Taylor           | 11–13 (l) |
| Döntős   | 6.      | 2009 | World Grand Prix             | Phil Taylor           | 3–6 (sz)  |
| Döntős   | 7.      | 2010 | World Matchplay              | Phil Taylor           | 12–18 (l) |
| Győztes  | 5.      | 2012 | Grand Slam of Darts (1)      | Michael van Gerwen    | 16–14 (l) |
| Győztes  | 6.      | 2014 | Premier League Darts (1)     | Michael van Gerwen    | 10–6 (l)  |
| Döntős   | 8.      | 2015 | The Masters                  | Michael van Gerwen    | 6–11 (l)  |
| Döntős   | 9.      | 2018 | The Masters                  | Michael van Gerwen    | 9–11 (l)  |

### PDC World Series of Darts tornák: 5 döntős szereplés
| Történet                    |
| World Series of Darts (0–5) |

| Eredmény | Sorszám | Év   | Bajnokság                 | Ellenfél a döntőben | Pontok    |
| Döntős   | 1.      | 2013 | Dubai Darts Masters       | Michael van Gerwen  | 7–11 (l)  |
| Döntős   | 2.      | 2015 | Auckland Darts Masters    | Adrian Lewis        | 10–11 (l) |
| Döntős   | 3.      | 2017 | Perth Darts Masters       | Gary Anderson       | 7–11 (l)  |
| Döntős   | 4.      | 2018 | Auckland Darts Masters    | Michael van Gerwen  | 4–11 (l)  |
| Döntős   | 5.      | 2019 | New Zealand Darts Masters | Michael van Gerwen  | 1–8 (l)   |

### Független nagytornák: 1 döntős szereplés
| Eredmény | Sorszám | Év   | Bajnokság        | Ellenfél a döntőben | Pontok   |
| Győztes  | 1.      | 2007 | Masters of Darts | Peter Manley        | 7–0 (sz) |

### PDC csapatversenyek: 7 döntős szereplés
| Történet                                   |
| PDC csapatvilágbajnokság (World Cup) (4–1) |
| World Pairs (1–0)                          |
| World Darts Challenge (1–0)                |

| Eredmény | Sorszám | Év   | Bajnokság             | Ország    | Csapattárs         | Ellenfél a döntőben                    | Pontok    |
| Győztes  | 1.      | 1997 | World Pairs           | —         | Roland Scholten    | Richie Burnett és Rod Harrington       | 18–15 (l) |
| Győztes  | 2.      | 2007 | World Darts Challenge | —         | John Kuczynski     | Phil Taylor és Ray Carver              | 14–11 (l) |
| Győztes  | 3.      | 2010 | World Cup of Darts    | Hollandia | Co Stompé          | Wales (Mark Webster és Barrie Bates)   | 4–2 (p)   |
| Győztes  | 4.      | 2014 | World Cup of Darts    | Hollandia | Michael van Gerwen | Anglia (Phil Taylor és Adrian Lewis)   | 3–0 (m)   |
| Döntős   | 1.      | 2016 | World Cup of Darts    | Hollandia | Michael van Gerwen | Anglia (Phil Taylor és Adrian Lewis)   | 2–3 (m)   |
| Győztes  | 5.      | 2017 | World Cup of Darts    | Hollandia | Michael van Gerwen | Wales (Gerwyn Price és Mark Webster)   | 3–1 (m)   |
| Győztes  | 6.      | 2018 | World Cup of Darts    | Hollandia | Michael van Gerwen | Skócia (Gary Anderson és Peter Wright) | 3–1 (m)   |

1. 1 2 3 4 5  (l) = pontszám legekben, (sz) = pontszám szettekben, (p) = pontszám pontokban, (m) = pontszám mérkőzésekben.

## További tornagyőzelmei
| Players Championships - Players Championship (BOL): 2021 - Players Championship (DER): 2011 - Players Championship (GER): 2007 - Players Championship (GIB): 2007 - Players Championship (HAY): 2006 - Players Championship (HIL): 2024 - Players Championship (IRE): 2013 - Players Championship (VEG): 2007 - Players Championship (WAL): 2007 UK Open Regionals/Qualifiers - Regional Final (IRL): 2006, 2007 - Regional Final (MID): 2006 - Regional Final (NEE): 2007 - Regional Final (SCO): 2006 - UK Open Qualifier: 2012 (x2) European Tour Events - European Darts Open: 2012 PDC-csapatvilágbajnokság - PDC World Cup of Darts (csapat): 2010, 2014, 2017, 2018 | - Belgium Open: 1996, 1999 - Brandstaff Masters: 1999 - British Open: 1999 - Canadian Open: 1998 - Denmark Open: 1997 - Dutch Open: 2001, 2004, 2006 - Finnish Open: 1995, 2004 - Holland National Championships: 2004 - Masters of Darts: 2007 - Northern Ireland Open: 2004 - Norway Open: 1997 - Hong Kong Darts Masters: 2015 - Open Holland Masters: 2008 - Pacific Masters: 2005 - PDC World Pairs: 1997 - Spring Cup: 1991, 1994, 1999, 2000, 2001 - Swedish Open: 1998, 2002, 2003 - Swiss Open: 2000 - Untouchables: 2010 - WDF World Cup Singles: 1997, 1999, 2003 - WDF Europe Cup Singles: 2004 - World Team Championship: 1997 - WDF Europe Cup Pairs: 2000, 2004 - WDF World Cup Pairs: 2005 - World Darts Challenge: 2007 |

## Televíziós 9 nyilasai
| Időpont            | Ellenfél      | Torna              | Kombináció                      | Díjazás  |
| ------------------ | ------------- | ------------------ | ------------------------------- | -------- |
| 2006. március 23.  | Peter Manley  | Premier League     | 3 x T20; 3 x T20; T20, T19, D12 | —        |
| 2009. január 2.    | Jelle Klaasen | PDC Világbajnokság | 3 x T20; 3 x T20; T20, T19, D12 | 20 000 £ |
| 2009. december 28. | Brendan Dolan | PDC Világbajnokság | 3 x T20; 3 x T20; T20, T19, D12 | 25 000 £ |
| 2010. április 29.  | Terry Jenkins | Premier League     | 3 x T20; 3 x T20; T20, T19, D12 | —        |
| 2010. július 17.   | Denis Ovens   | World Matchplay    | 3 x T20; 3 x T20; T20, T19, D12 | 5000 £   |

## Világbajnoki szereplései

### BDO
- 1991: Első kör (vereség  Keith Sullivan ellen 0–3)
- 1993: Második kör (vereség  John Lowe ellen 2–3)
- 1995: Döntő (vereség  Richie Burnett ellen 3–6)
- 1996: Második kör (vereség  Matt Clark ellen 1–3)
- 1997: Második kör (vereség  Les Wallace ellen 2–3)
- 1998: Győztes ( Richie Burnett ellen 6–5)
- 1999: Győztes ( Ronnie Baxter ellen 6–5)
- 2000: Első kör (vereség  Chris Mason ellen 1–3)
- 2001: Negyeddöntő (vereség  Ted Hankey ellen 4–5)
- 2002: Negyeddöntő (vereség  Mervyn King ellen 3–5)
- 2003: Győztes ( Ritchie Davies ellen 6–3)
- 2004: Elődöntő (vereség  Andy Fordham ellen 4–5)
- 2005: Győztes ( Martin Adams ellen 6–2)
- 2006: Döntő (vereség  Jelle Klaasen ellen 5–7)

### PDC
- 2007: Győztes ( Phil Taylor ellen 7–6)
- 2008: Harmadik kör (vereség  Kevin Painter ellen 2–4)
- 2009: Döntő (vereség  Phil Taylor ellen 1–7)
- 2010: Elődöntő (vereség  Simon Whitlock ellen 5–6); 4. hely a "bronzmeccsen" (vereség  Mark Webster ellen 8–10 (leg))
- 2011: Negyeddöntő (vereség  Gary Anderson ellen 1–5)
- 2012: Első kör (vereség  James Richardson ellen 0–3)
- 2013: Elődöntő (vereség  Phil Taylor ellen 4–6)
- 2014: Harmadik kör (vereség  Mark Webster ellen 3–4)
- 2015: Elődöntő (vereség  Phil Taylor ellen 2–6)
- 2016: Elődöntő (vereség  Adrian Lewis ellen 3–6)
- 2017: Elődöntő (vereség  Michael van Gerwen ellen 2–6)
- 2018: Negyeddöntő (vereség  Michael van Gerwen ellen 4–5)
- 2019: Második kör (vereség  Darius Labanauskas ellen 2–3)
- 2020: Első kör (vereség  Darin Young ellen 1–3)
- 2022: Második kör (vereség  Rob Cross ellen 1–3)
- 2023: Harmadik kör (vereség  Gerwyn Price ellen 0–4)
- 2024: Negyedik kör (vereség  Luke Littler ellen 1–4)
- 2025: Második kör (vereség  Nick Kenny ellen 1–3)